# کیتی مورگان
کیتی مورگان (انگلیسی: Katie Morgan؛ زاده ۱۷ مارس ۱۹۸۰) یک بازیگر پورنوگرافی اهل ایالات متحده آمریکا است.